# Квашнина, Светлана Ивановна
Квашнина Светлана Ивановна (род. 1941) — советский и российский врач; профессор кафедры кибернетических систем Института кибернетики, информатики и связи ТюмГНГУ.

## Биография
Четверть века проработала врачом, вместе с участниками геологических экспедиций жила на полуострове Ямал, на Бованенковском месторождении, лечила оленеводов и охотников. Потом увлеклась наукой — по проблемам арктической медицины защитила кандидатскую, а затем докторскую диссертацию, стала одним из ведущих специалистов в этой области.
В 1995 году защитила кандидатскую диссертацию. В 2012 году защитила докторскую диссертацию.